# Luge nos Jogos Olímpicos de Inverno de 2018 - Duplas
A prova de duplas do luge nos Jogos Olímpicos de Inverno de 2018 ocorreu no Centro de Deslizamento Olímpico, em Daegwallyeong-myeon, PyeongChang, em 14 de fevereiro.

## Medalhistas
| Ouro   | GER Tobias Wendl / Tobias Arlt    |
| Prata  | AUT Peter Penz / Georg Fischler   |
| Bronze | GER Toni Eggert / Sascha Benecken |

## Resultados
| Pos.              | Bib | Atleta                                      | 1ª descida | Pos. | 2ª descida | Pos. | Total    | Diferença |
| ----------------- | --- | ------------------------------------------- | ---------- | ---- | ---------- | ---- | -------- | --------- |
| Medalha de ouro   | 3   | GER Tobias Wendl / Tobias Arlt              | 45.820     | 1    | 45.877     | 1    | 1:31.697 | –         |
| Medalha de prata  | 5   | AUT Peter Penz / Georg Fischler             | 45.891     | 2    | 45.894     | 2    | 1:31.785 | +0.088    |
| Medalha de bronze | 4   | GER Toni Eggert / Sascha Benecken           | 45.931     | 3    | 46.056     | 3    | 1:31.987 | +0.290    |
| 4                 | 12  | AUT Thomas Steu / Lorenz Koller             | 46.172     | 5    | 46.112     | 5    | 1:32.284 | +0.587    |
| 5                 | 9   | CAN Tristan Walker / Justin Snith           | 46.134     | 4    | 46.235     | 6    | 1:32.369 | +0.672    |
| 6                 | 2   | LAT Andris Šics / Juris Šics                | 46.336     | 9    | 46.106     | 4    | 1:32.442 | +0.745    |
| 7                 | 11  | ITA Ivan Nagler / Fabian Malleier           | 46.320     | 8    | 46.243     | 7    | 1:32.563 | +0.866    |
| 8                 | 16  | USA Justin Krewson / Andrew Sherk           | 46.310     | 7    | 46.342     | 10   | 1:32.652 | +0.955    |
| 9                 | 18  | KOR Park Jin-yong / Cho Jung-myung          | 46.396     | 10   | 46.276     | 8    | 1:32.672 | +0.975    |
| 10                | 8   | USA Matthew Mortensen / Jayson Terdiman     | 46.244     | 6    | 46.443     | 13   | 1:32.687 | +0.990    |
| 11                | 1   | OAR Alexander Denisyev / Vladislav Antonov  | 46.437     | 11   | 46.344     | 11   | 1:32.781 | +1.084    |
| 12                | 7   | POL Wojciech Chmielewski / Jakub Kowalewski | 46.609     | 13   | 46.478     | 14   | 1:33.087 | +1.390    |
| 13                | 14  | CZE Lukáš Brož / Antonín Brož               | 46.570     | 12   | 46.582     | 16   | 1:33.152 | +1.455    |
| 14                | 6   | LAT Oskars Gudramovičs / Pēteris Kalniņš    | 46.890     | 17   | 46.317     | 9    | 1:33.207 | +1.510    |
| 15                | 10  | ITA Ludwig Rieder / Patrick Rastner         | 46.709     | 14   | 46.567     | 15   | 1:33.276 | +1.579    |
| 16                | 15  | OAR Andrei Bogdanov / Andrei Medvedev       | 47.106     | 19   | 46.402     | 12   | 1:33.508 | +1.811    |
| 17                | 19  | SVK Marek Solčanský / Karol Stuchlák        | 46.780     | 15   | 46.811     | 17   | 1:33.591 | +1.894    |
| 18                | 20  | CZE Matěj Kvíčala / Jaromír Kudera          | 46.818     | 16   | 46.910     | 18   | 1:33.728 | +2.031    |
| 19                | 13  | ROU Cosmin Atodiresei / Ştefan Musei        | 47.101     | 18   | 47.171     | 19   | 1:34.272 | +2.575    |
| 20                | 17  | UKR Oleksandr Obolonchyk / Roman Zakharkiv  | 48.316     | 20   | 47.401     | 20   | 1:35.717 | +4.020    |

Legenda
| Recorde mundial      | Recorde mundial (World record)               |                       | Recorde africano                      | Recorde africano (African) |                                           | Q | Classificado por posição (Qualified) |
| Recorde olímpico     | Recorde olímpico (Olympic record)            | Recorde da América    | Recorde da América (Americas)         | q                          | Classificado por melhor tempo (Qualified) |   |                                      |
| Melhor marca do ano  | Melhor marca do ano (World leading)          | Recorde asiático      | Recorde asiático (Asian)              | DNS                        | Não largou (Did not start)                |   |                                      |
| Recorde nacional     | Recorde nacional (National record)           | Recorde europeu       | Recorde europeu (European)            | DNF                        | Não terminou (Did not finish)             |   |                                      |
| Recorde pessoal      | Recorde pessoal do atleta (Personal best)    | Recorde da Oceania    | Recorde da Oceania (Oceania)          | DSQ / DQ                   | Desclassificado (Disqualified)            |   |                                      |
| Recorde da temporada | Recorde da temporada do atleta (Season best) | Recorde sul-americano | Recorde sul-americano (South America) | NM                         | Sem marca (No mark)                       |   |                                      |